# Пикето (Перуђа)
Пикето је насеље у Италији у округу Перуђа, региону Умбрија.
Према процени из 2011. у насељу је живело 64 становника. Насеље се налази на надморској висини од 298 м.